# العرم (أسلم)

تعديل مصدري - تعديل

العرم هي إحدى قرى عزلة أسلم اليمن بمديرية أسلم التابعة لمحافظة حجة، بلغ تعداد سكانها 126 نسمة حسب تعداد اليمن لعام 2004.